# 斯雷姆區

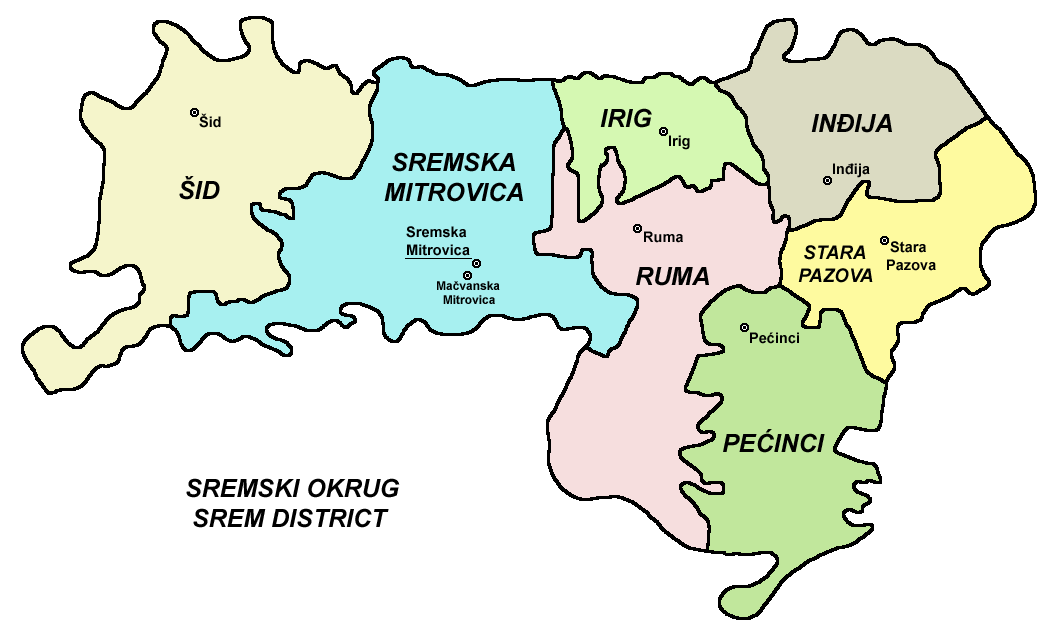

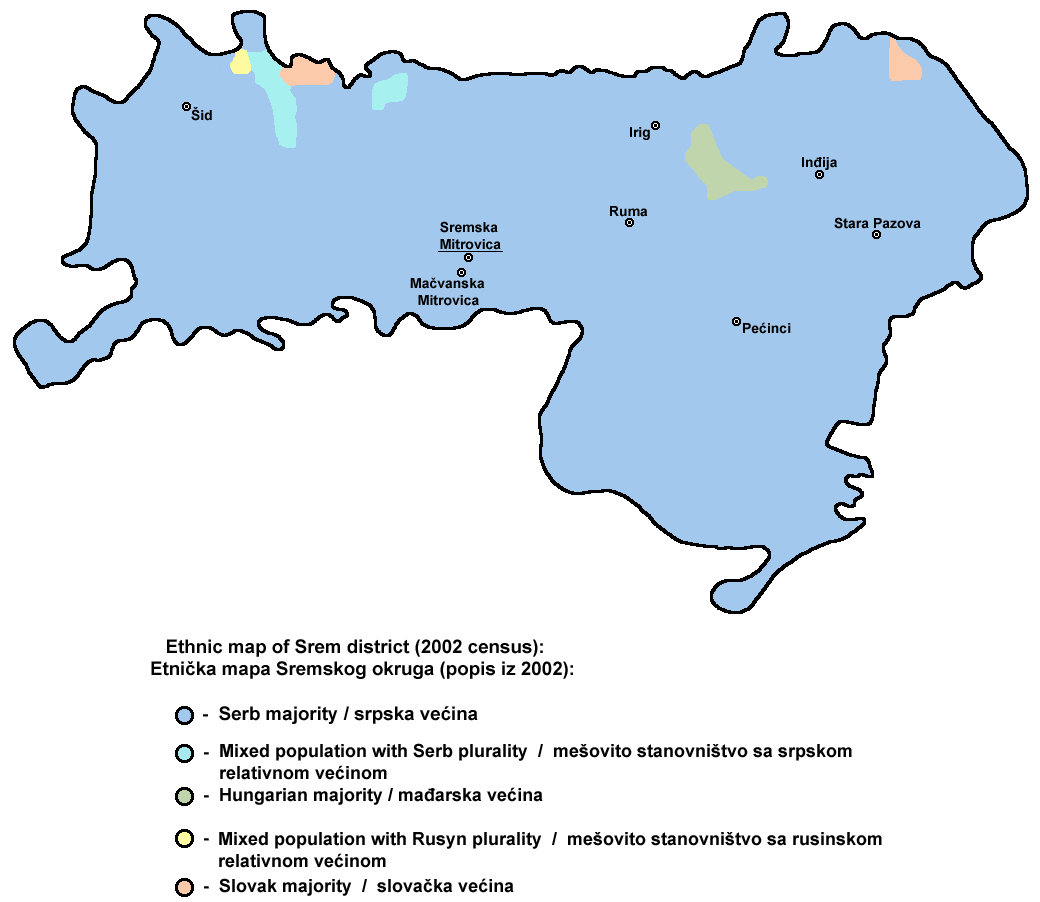

斯雷姆区是塞爾維亞伏伊伏丁那自治省西南部的行政区，行政中心为斯雷姆斯卡米特罗维察。该区西鄰克羅地亞，西南鄰波黑，東北臨多瑙河，東、南鄰中塞爾維亞，南臨薩瓦河，東鄰貝爾格萊德。行政区面積为3,486平方公里，2020年人口数量为282,547人。